# 君特·布魯門特里特
君特·布魯門特里特（德語：Günther Blumentritt，1897年2月10日—1967年10月12日）是第二次世界大戰納粹德國步兵上將，策劃1939年入侵波蘭的軍事行動。

## 生平
生在慕尼黑的布魯門特里特，第一次世界大戰時服役於东线的普魯士陸軍，在戰後過渡的威瑪共和時代，與他同學曼施坦因都是德國陸軍元帥威廉·馮·里布的得力助理軍官。
1920年，他與瑪蒂爾德·肖爾梅耶結婚，隨後與她育有兩個孩子。他們的婚姻維持了47年，直到1967年她去世。布魯門特里特在許多方面都被描述為與他的長期指揮官格爾德·馮·倫德施泰特相反，前者巴伐利亞和天主教徒，黝黑而矮小；而倫德施泰特是普魯士和新教徒，又高又蒼白。布盧門特里特和藹可親、友好、健談，善於外交，在軍事方面注重細節——所有這些使他成為一名優秀的參謀，也是倫德施泰特的良好補充。
1939年，布魯門特里特官拜上校，並在南方集團軍元帥倫得施泰特在西里西亞軍團司令部擔任軍事參謀處長，布魯門特里特好友曼施坦因則是該集團軍的參謀長；兩位好友謀劃出波蘭戰役進攻計畫，世界著名的閃電戰，因他們策略誕生。
1940年，布魯門特里特謀劃部分法國戰役；第二年，上將克魯格拔擢布魯門特里特擔任德國第4軍團少將參謀長。
1941年，布魯門特里特不在乎他人反對，參與侵略俄國的巴巴羅薩作戰規劃工作；1942年，他被調返回德國，出任OKH謀略管制軍事行動的「作戰處」處長，他在這年也向上級反應德軍應撤離史達林格勒，可是他上司並未採納其意見。 
1944年盟軍諾曼地登陸以後，他是西線總司令格特·馮·倫德施泰特老元帥的參謀長，被控涉嫌參與7月20日謀殺希特勒事件，他丟了官，但是最後被釋放：因為希特勒不認為布魯門特里特會想殺他，甚至最後還賞布魯門特里特「騎士鐵十字勳章」嘉勉他以往作戰謀略傑出，不久就又派他回戰場帶兵擔任武裝親衛隊第12軍司令。
在黑雄雞行動以後，布魯門特里特被任命德國第25軍團司令，1945年3月他短暫出任有名無權、空頭銜的德軍第1空降軍團司令，可是大家乾脆稱呼這個「軍團」綽號「布魯門特里特集團軍」，因為這個軍團像是巡迴廣告，集合收容已經沒甚麼士氣戰鬥力的各部隊散退的殘兵敗將：其編制是「軍團」，人數卻多到好似「集團軍」，直到5月初德國宣佈投降。 
布魯門特里特於1945年6月1日在什勒斯維希-霍爾斯坦被英軍俘虜，1945年12月1日被送往英軍戰俘營，後來於1946年11月6日被關押在美軍戰俘營，至1948年1月1日獲釋。在美軍戰俘營期間，他提供德軍各師歷史資料給美軍。1950年代初他在西德重建軍力時相當活躍。1952年他出版了他的老長官傳記《馮·倫德施泰特：男人與軍人》一書。1962年在電影《最長的一日》拍攝時他是軍事方面的指導人員，而在該電影中他的腳色是由德國知名演員庫爾特·尤爾根斯（Curd Jürgens）飾演。最後於1967年10月12日於慕尼黑病逝。

## 軍人獎勳章
- 鐵十字勳章
  - 第二級(9月29日1914)
  - 第一級(3月18日1916)
- 重傷勳章黑(第一次世界大戰)
- 德國十字勳章金質(1月26日1942年)
- 東線獎章1941/1942(7August1942)
- 霍亨索倫王室勳章
- 鐵十字勳章，第二級與第一級
- 橡葉騎士鐵十字勳章